# صدای پیشرو
صدای پیشرو (انگلیسی: Voice leading)، عبارت است از پیشرفت طولیِ یک خط ملودی تنها (یا پارت موسیقی) و تعامل آن با دیگر خطوط برای ایجاد هارمونی. در موسیقی کلاسیک، این روش مطابق با اصولِ رایجِ آهنگسازی و تکنیک‌های هارمونی و کنترپوان در دوران قواعد مشترک است.
توجه ویژه به صدای پیشرو در دوران قواعد مشترک از اهمیت بالایی برخوردار بود، اگرچه در موسیقی جاز و پاپ نیز توجه جدی به صدای پیشرو، با درجات مختلف نشان داده می‌شود.

## تاریخچه
زمانی که هاینریش شنکر (تحلیل‌گر و تئوریسین موسیقی اهل اتریش)، بر اهمیتِ «صدای پیشرو» در کنترپوان آزاد تأکید کرد، این اصطلاح به‌عنوان یک مفهوم مستقل، گسترش یافت. او می‌نویسد:
تمام تکنیک‌های موسیقی از دو عنصر اساسی مشتق شده‌اند: صدای پیشرو و توالی درجه‌های گام (یعنی پایه‌های هارمونیک). از بین این دو، صدای پیشرو، عنصرِ اولیه و اصلی‌تر است. در اینجا تئوری صدای پیشرو، باید به‌عنوان یک نظم متحد در درونِ خودش ارایه شود؛ من این را نشان خواهم داد که چگونه […] در همه جا، وحدتِ درونی خود را حفظ می‌کند.
در واقع، شنکر تئوری صدای پیشرو را فقط برای بخشی از قواعد کنترپوانتال ارائه نکرد، بلکه نشان داد که چگونه از قواعد هارمونی جدایی‌ناپذیرند و چگونه یکی از اساسی‌ترین جنبه‌های آهنگسازی را تشکیل می‌دهند.

## مثال
پارتیتور زیر، چهار میزان از مقدمهٔ پرلود و فوگ در دو ماژور (BWV 846)، کلاویه خوش‌آهنگ، کتاب اول، اثرِ یوهان سباستیان باخ است. در این مثال تحلیلی از هارمونی این قطعه را ارایه می‌دهد که حرف (a) پارتیتور اصلی را نشان می‌دهد و حروف (b) و (c)، نسخه‌های خلاصه‌شده‌ای از همراهی و صدای پیشرو است:
بخش (b) به همان میزان از بخش اصلی، با چهار آکورد بسته (به صورت عمودی) خلاصه شده است که دو آکورد آن معکوس شده است:
I→II42→V65→I
در بخش (c)، چهار میزان عمودی، تبدیل به پنج خط افقی (یا پنج پارت) می‌گردد و هر خط دارای سه نت است که با دُمِ نت‌ها مشخص می‌شوند و به ترتیب صدای اول از بالا بدین شرح است:
(۱) می، فا — می؛ (۲) دو، ر — دو؛ (۳) سل، لا، سل —؛ (۴) می، ر — می؛ (۵) دو — سی، دو.
در چهار آکورد فوق این واقعیت آشکار می‌شود که صداها همزمان حرکت نمی‌کنند.

## یادداشت
1. ↑  Heinrich Schenker